# Cseszneki Miklós
Cseszneki Miklós (okiratilag: 1293-1329) magyar főúr, országos báró, bakonyi ispán, Maróca várispánság ispánja, a Szent György Rend lovagja, a Cseszneky család tagja, Cseszneki Lőrinc testvére.
Cseszneki Miklós Cseszneki Jakab királyi kardhordozó és trencséni ispán s Csák nembeli Trencséni Márk ismeretlen nevű leányának fia volt. Miklós testvéreivel (Szomor, Mihály, Pál, Lőrinc) együtt IV. Kun László király, majd az Árpád-ház kihalása után Károly Róbert rendíthetetlen híveként volt ismert, s emiatt többször konfliktusba került III. Andrással és Vencellel, s az őket támogató bárókkal.
1296. április 25-én III. András király Cseszneki Jakab fiait hűtlenségük és számos garázdálkodásuk miatt a Nógrád megyei jenői várhoz tartozó ipolyviski birtokuktól megfosztotta s ezt Csák nembeli Csák fia Jánosnak adományozta.
1300. augusztus 1-jén a hantai káptalan előtt Miklós megosztozott testvéreivel, de Csesznek vára közös tulajdonuk maradt.
1300 végén Cseszneki Miklós és Lőrinc Újlaki Ugrinnal, Rátóti Lóránttal szövetkezve Károly Róbertet Zágrábból Esztergomba vezette, ahol Gergely érsek a királyt 1301-ben megkoronázta. 1303-ban Vencel király Cseszneki Jakab fiainak ipolyviski birtokában Csák fia János mestert megerősítette, s előbb nevezetteket lefejezésre ítélte, mivel rokonukkal Csák nembéli Márk fia Istvánnal  szövetségben 1302-ben Buda ostromakor Károly Róbertet segítették, Budán nagy károkat okoztak, s ily módon hűtlenségbe estek. Az ítéletet nem sikerült végrehajtani, azonban trencséni várukat Csák Máténak sikerült elfoglalnia.
1308-24 között Miklós és fivérei többször harcoltak Károly Róbert seregében Erdélyben és az orosz határon.
Cseszneki Miklósnak Domonkos nevű fiát említik az oklevelek.
Ez és még négy testvére első Károly királynak hü emberei Venczelnek pedig ellenségei voltak mikor Károly és Venczel a királyság felett egymással vetekedtek Ott volt Károlylyal ez az öt testvér mikor ő Budát ahol Venczel lakott megszállotta ott a városban sok kárt tettek gyujtogattak gyilkoltak a Venczel embereit csonkán bénán hagyták amint erről maga Venczel panaszolkodik abban a királyi levelében melylyel Visk nevü falut a Csesznekiektől mint hüségtelenektől elveszi és azt Csáky Jánosnak adja 1303 esztendőben.- írja Budai Ferencz Polgári Lexicona 1866-ban.